# Pedra (Pernambuco)
Pedra é um município brasileiro do estado de Pernambuco. O município é formado pelo distrito sede, Horizonte Alegre, Poço do Boi, São Pedro do Cordeiro e Santo Antônio do Tará e os povoados de Poço das Ovelhas, Tenebre e São Francisco.

## História
A cidade de Pedra situa-se na base de uma enorme formação granítica de forma cônica, uma pedra com 3,822 metros de circunferência e 615 metros de altura, constituindo-se em uma beleza natural.
Conceição da Pedra foi o primeiro nome do atual município e o local da vila foi, primitivamente, uma fazenda da gado de propriedade do capitão-mor Manuel Leite da Silva (falecido em 1801), oriundo das bandas de Penedo, descendente de portugueses. Seu pai chamava-se Bento Leite Cavalcanti. O capitão Manuel Leite mandou erguer na fazenda uma capelinha de taipa, sob a invocação da Virgem da Conceição, dando como patrimônio uma légua de terra em quadro. Em julho de 1875 a capela foi reedificada pelo capuchinho húngaro frei Estêvão da Hungria, falecido na colônia Jiquiçara, no estado da Bahia, em 19 de maio de 1878.
A freguesia de Pedra foi criada pela lei provincial número 561, de 6 de maio de 1863, sendo provida canonicamente por ato diocesano de 14 de julho do mesmo ano, pelo seu primeiro vigário, padre Nuno Teodoro da Costa.
Foi elevada a categoria de vila pela lei provincial de número 1542 de 13 de maio de 1881, instalando-se a Câmara Municipal em 17 de agosto de 1885. Em 19 de maio de 1893 constituiu-se como província autônoma. Foi desmembrada do município de Buíque quando teve sua autonomia e passou à categoria de cidade.
De conformidade com os quadros de divisão territorial datados de 31 de dezembro de 1936 e 31 de dezembro de 1937, bem como o anexo ao decreto lei estadual número 92, de 31 de março de 1938, e a divisão territorial em vigor no quinquênio 1939/1943, fixada pelo decreto lei estadual de número 235, de 9 de dezembro de 1938, o município da Pedra figura como termo judiciário da Comarca de Arcoverde (ex-Rio Branco). Por força do decreto lei estadual número 952, de 31 de dezembro de 1943, que fixou a divisão territorial do Estado, para vigorar no quinquênio 1944/1948, foi criada a comarca da Pedra que compunha-se dos distritos da Pedra - sede, Japencanga (ex-Cordeiro), Brotão, Tará (ex-Santo Antônio) e Venturosa (ex-Boa Sorte).

## Geografia
Localiza-se a uma latitude 08º29'49" sul e a uma longitude 36º56'27" oeste, estando a uma altitude de 593 metros. Sua população estimada em 2004 era de 20.567 habitantes.
Possui uma área de 803 km².

### Relevo
O município está localizado no Planalto da Borborema.

### Vegetação
A vegetação nativa é composta por florestas sbcaducifólica e caducifólica.

### Hidrografia
O município situa-se nos domínios da Bacia Hidrográfica do Rio Ipanema. Seus principais tributários são os Rios Ipanema e Cordeiro, e os riachos Mororó, Lagoa, Periperi, do Mel, Salgado, Riachão, da Veneza, da Luísa, Seco, do Saco, da Volta Grande, Ipueiras, São José, do Angico, do Tamanduà e do Defunto.
O município conta com a água dos açudes Arcoverde (16.800.000 m³), Mororó (2.929.682 m³), além das lagoas: do Bicheiro, do Jacu, Grande, do Algodão e do Anzol.